# Kreis Hohenstein-Ernstthal
Der Kreis Hohenstein-Ernstthal war ein Kreis im Bezirk Karl-Marx-Stadt der DDR. Von 1990 bis 1994 bestand er als Landkreis Hohenstein-Ernstthal im Freistaat Sachsen fort. Sein Gebiet liegt heute im Landkreis Zwickau in Sachsen. Der Sitz der Kreisverwaltung befand sich in Hohenstein-Ernstthal.

## Geographie

### Lage
Der Kreis Hohenstein-Ernstthal lag zwischen Karl-Marx-Stadt und Zwickau. Er war flächenmäßig der kleinste Kreis der DDR, besaß aber gleichzeitig die höchste Bevölkerungsdichte aller Kreise der DDR.

### Nachbarkreise
Der Kreis Hohenstein-Ernstthal grenzte im Uhrzeigersinn im Nordwesten beginnend an die Kreise Glauchau, Karl-Marx-Stadt-Land, Stollberg, Zwickau-Land, Werdau und Schmölln.

## Geschichte
Am 25. Juli 1952 kam es in der DDR zu einer umfassenden Kreisreform, bei der unter anderem die Länder ihre Bedeutung verloren und neue Bezirke gebildet wurden. Dem neuen Kreis Hohenstein-Ernstthal gehörten 19 Gemeinden des alten Landkreises Glauchau und die Gemeinde Wüstenbrand aus dem alten Landkreis Chemnitz an:
| - Bernsdorf - Callenberg - Falken - Gersdorf - Grumbach - Heinrichsort - Hermsdorf - Hohenstein-Ernstthal, Stadt - Hohndorf - Kuhschnappel | - Langenberg - Langenchursdorf - Lichtenstein/Sa., Stadt - Lobsdorf - Meinsdorf - Oberlungwitz, Stadt - Reichenbach - Rödlitz - St. Egidien - Wüstenbrand |

Der Kreis wurde dem neugebildeten Bezirk Karl-Marx-Stadt zugeordnet. Der Kreissitz war in der Stadt Hohenstein-Ernstthal.
Gemeindegebietsänderungen bis 1990:
- 4. Dezember 1952 Umgliederung von Hohndorf vom Kreis Hohenstein-Ernstthal in den Kreis Stollberg
- 1. März 1974 Eingemeindung von Grumbach (141105) in Callenberg (141102)
- 1. März 1974 Eingemeindung von Meinsdorf (141114) in Langenberg (141110)

Am 17. Mai 1990 wurde der Kreis in Landkreis Hohenstein-Ernstthal umbenannt. Anlässlich der Wiedervereinigung der beiden deutschen Staaten wurde der Landkreis im Oktober 1990 dem wiedergegründeten Land Sachsen zugesprochen.

### Einwohnerentwicklung
| Jahr      | 1960   | 1971   | 1981   | 1989   |
| Einwohner | 70.312 | 68.630 | 62.029 | 58.935 |

## Wirtschaft
Bedeutende Betriebe waren unter anderem:
- VEB IFA Ingenieurbetrieb Hohenstein-Ernstthal
- VEB Malitex Hohenstein-Ernstthal
- VEB Turmalin Hohenstein-Ernstthal
- VEB Möbelstoff- und Plüschwerke Hohenstein-Ernstthal
- VEB Feinstrumpfwerke Oberlungwitz
- VEB Strickwaren Oberlungwitz
- VEB Textilveredlung Lichtenstein
- VEB Nickelhütte St. Egidien[3]

## Verkehr
Über die Autobahn Eisenach–Bautzen war der Kreis an das Autobahnnetz der DDR angeschlossen. Dem überregionalen Straßenverkehr dienten außerdem die F 173 von Zwickau über Hohenstein-Ernstthal nach Karl-Marx-Stadt und die F 180 von Altenburg über Hohenstein-Ernstthal nach Stollberg.
Das Kreisgebiet wurde von den Eisenbahnstrecken Zwickau–Hohenstein-Ernstthal–Dresden, St. Egidien–Stollberg und Wüstenbrand–Neuoelsnitz erschlossen, zudem verkehrte bis 1960 die Straßenbahn Hohenstein-Ernstthal–Oelsnitz durch das Kreisgebiet.

## Bevölkerungsdaten
Bevölkerungsübersicht aller 17 Gemeinden des Kreises, die 1990 in das wiedergegründete Land Sachsen kamen.
| TGS     | Gemeinde                    | Einwohner  | Einwohner  | Fläche (ha) |
| TGS     | Gemeinde                    | 03.10.1990 | 31.12.1990 | 31.12.1990  |
| 141101  | Bernsdorf                   | 1.660      | 1.656      | 1.121       |
| 1411020 | Callenberg                  | 1.886      | 1.888      | 1.092       |
| 1411030 | Falken                      | 669        | 660        | 430         |
| 1411040 | Gersdorf                    | 4.742      | 4.736      | 970         |
| 1411060 | Heinrichsort                | 1.180      | 1.183      | 72          |
| 1411070 | Hermsdorf                   | 814        | 809        | 386         |
| 1411080 | Hohenstein-Ernstthal, Stadt | 16.263     | 16.210     | 814         |
| 1411090 | Kuhschnappel                | 532        | 523        | 1.143       |
| 1411100 | Langenberg                  | 924        | 919        | 833         |
| 1411110 | Langenchursdorf             | 1.371      | 1.363      | 1.290       |
| 1411120 | Lichtenstein/Sa., Stadt     | 12.166     | 12.165     | 1.067       |
| 1411130 | Lobsdorf                    | 338        | 336        | 368         |
| 1411150 | Oberlungwitz, Stadt         | 7.882      | 7.800      | 1.501       |
| 1411160 | Reichenbach                 | 651        | 654        | 334         |
| 1411170 | Rödlitz                     | 1.811      | 1.815      | 403         |
| 1411180 | St. Egidien                 | 2.693      | 2.683      | 1.159       |
| 1411190 | Wüstenbrand                 | 2.385      | 2.380      | 447         |
| 1411000 | Kreis Hohenstein-Ernstthal  | 57.967     | 57.780     | 13.429      |

## Kfz-Kennzeichen
Den Kraftfahrzeugen (mit Ausnahme der Motorräder) und Anhängern wurden von etwa 1974 bis Ende 1990 dreibuchstabige Unterscheidungszeichen, die mit den Buchstabenpaaren TI und XI begannen, zugewiesen. Die letzte für Motorräder genutzte Kennzeichenserie war XH 00-01 bis XH 30-00.